# Супа од кисељака
Супа од кисељака се прави од чорбе, листова кисељака и соли. Сорте исте супе укључују спанаћ, блитву, коприву, а повремено и маслачак. Познато је у јеврејској, белоруској, естонској, мађарској, летоноској, литванској, румунској, јерменској, пољској, руској и украјинској кухињи. Његова друга енглеска имена, написана на различите начине schav, shchav, shav, or shtshav, позајмљене су из јидиша, који пак потиче из словенских језика као нпр. белоруског шчаўе, руског и украјинског щавель, shchavel, пољског szczaw. Назив супе на крају долази од прасловенског ščаvĭ, што значи кисељак. Због своје уобичајености као супе у источноевропским кухињама, често се назива зелени боршч, као рођак стандардног, црвенкасто-љубичастог боршча од цвекле. У Русији, где је шчи (заједно са или радије него боршч) била основна супа, супа од кисељака се такође назива зеленим шчијем. У старим руским куварима звала се једноставно зелена супа.
Супа од кисељака обично укључује додатне састојке као што су жуманца или цела јаја (тврдо кувана или умућена), кромпир, шаргарепа, корен першуна и пиринач.  Разноврсни украјински зелени боршч такође укључује цвеклу.  У пољској, украјинској, белоруској и руској кухињи, супа од кисељака се може припремити користећи било коју чорбу уместо воде.  Обично се украшава сметаном, источноевропском сортом павлаке.  Може се послужити или топло или охлађено.
Чорбу од кисељака карактерише киселкаст укус због оксалне киселине присутне у кисељаку.  Укус може нестати када се дода павлака, јер оксална киселина реагује са калцијумом и казеином. Неки могу назвати укус као "таник", као код спанаћа или ораха.

## Галерија
- Зелени боршч са јајетом и павлаком
- Зелени боршч са спанаћем уместо кисељака и кромпиром
- Украјински зелени боршч који укључује и кисељак и цвеклу